# Abattage rituel des animaux en France
L’abattage rituel des animaux en France fait l’objet d’une série de dérogations prévues par le droit de l'Union européenne, autorisant l’abattage des animaux de boucherie conformément aux rites religieux (principalement : rite musulman : viande halal, ou juif : viande cachère). La principale dérogation consiste en la possibilité d’égorger l’animal encore conscient alors que le droit commun exige un étourdissement préalable, pour autant que l’abattage soit effectué dans un abattoir.
Conçue pour tenter de concilier intérêt économique, respect de la liberté religieuse, protection et bien-être des animaux, cette dérogation fait l’objet de nombreux débats de société, au nom du bien-être des animaux (l’animal étant conscient au moment de la mort) et du principe de séparation des Églises et de l'État.
En 2012, une polémique sur ce sujet se déclenche pendant la campagne présidentielle.

## Traitement économique et religieux des animaux
En France, ce phénomène économique est à prédominance musulmane, mais l'abattage rituel est aussi une pratique de la religion juive.
D'après certaines études, « 10 à 15 % de la communauté juive en France consommeraient strictement casher » alors que « plus de 9 personnes originaires du Maghreb sur 10 achètent des produits halal (viande brute, charcuterie, plats cuisinés, sauces, soupes…) ». Cependant, les deux résultats ne sont pas comparables, le premier chiffre étant une estimation des personnes achetant principalement casher, alors que le deuxième chiffre évalue l'achat occasionnel de hallal.
D'autre part, le halal a un fort potentiel de croissance, l'achat étant réalisé en prédominance par des jeunes[réf. nécessaire] , alors que le casher est un marché ancien et démographiquement beaucoup moins important.

### Circuit économique de la viande

#### Viande halal
Le Haut Conseil à l'intégration évalue en 2000 le marché de la viande halal à 200 000 tonnes par an, en s'appuyant sur une étude de la Sofres,.
Pour la viande produite selon le rituel musulman, la vente se fait via les circuits de distribution classiques ainsi que via les boucheries halal. On en dénombre entre 2 000 et 3 000 dont 700 à Paris,,. Le marché du halal en France est estimé selon l'institut Solis à 4,5 milliards d'euros pour ce qui concerne les achats domestiques (consommation à domicile) et à 1 milliard d'euros pour la consommation hors domicile (restauration rapide notamment).

### Rituel de l'abattage
Le rituel varie selon les religions.

#### Lashehita: le rituel juif
La shehita (hébreu : שְׁחִיטָה « occision ») est le rite juif d’abattage par jugulation qui rend les animaux (bétail, gibier et volaille) purs propres à la consommation alimentaire et, anciennement, à être offerts devant Dieu. Les poissons et insectes autorisés à la consommation en sont exemptés.
L’acte est accompli par un shohet, spécialiste dûment autorisé et formé aux lois de la shehita. Il coupe, au moyen d’un couteau particulier, appelé hallaf, la trachée, l’œsophage, les artères carotides et les veines jugulaires ; la bête abattue est suspendue la tête en bas de façon qu’elle se vide de son sang. 
Une bête incorrectement abattue a le statut de nevela (« charogne ») ; une bête morte sans abattage ou impropre à être abattue (quand bien même le défaut qui la rend impropre a été découvert après l’abattage) a celui de treifa (« déchirée »). Toutes deux sont inconsommables.
La shehita est suivie d’autres procédures destinées à séparer la viande consommable des parties prohibées par la Bible, telles que le sang, le suif et les tendons.
La Loi juive prescrit de réaliser la shehita dans le respect des animaux et en leur évitant de souffrir. Elle a cependant fait l’objet à plusieurs reprises depuis le XIXe siècle de polémiques menées par les défenseurs des droits des animaux qui ont souligné son caractère cruel et demandé son abolition.

#### Ledhakât: le rituel musulman
« Par comparaison, le dhakât musulman effectué dans un contexte industriel pour produire une viande halal est plus simple que la shekhita puisqu’il ne comporte aucun contrôle pré- et post-mortem de l’animal et de la carcasse. Le dhakât peut être effectué soit par dhabiha c’est-à-dire par égorgement, soit par nahr (technique plutôt réservée aux grands mammifères, la saignée étant obtenue en enfonçant verticalement une lame au niveau de la base du cou). La lame se doit d'être affûtée avant l'égorgement et ne pas être montrée à la bête. Dans un but de bienfaisance envers celle-ci, elle ne doit pas être égorgée en la présence de ses semblables. La fonction d’abatteur musulman n’est pas religieusement institutionnalisée. Enfin, autre différence d’importance, la chaîne d’abattage industrielle en mode musulman ne rejette rien, c’est uniquement l’égorgement rituel qui rend la carcasse licite. »

#### Certification halal
D’après le cahier des charges de la Société française de contrôle de viande halal, « les organismes de certification halal ont pour vocation d’assainir le commerce de la viande halal (...) et d’apporter la garantie aux consommateurs musulmans des produits licites (halal) au regard de la religion musulmane. » Toutefois la démarche de certification relève d’une initiative privée et n’est donc pas encadrée par les pouvoirs publics. Ces certificateurs sont divisés sur la méthode d’abattage. La grande majorité d’entre eux, à l’instar du certificateur halal mondial JAKIM, avalisent l’électronarcose et l’abattage mécanisé.

## Un phénomène encadré
Comme le droit européen le permet, le droit français a instauré une législation spécifique afin de permettre l’abattage rituel tout en protégeant le bien-être des animaux[réf. nécessaire].
Le droit encadre : l'abattage, l'étiquetage puis la consommation de la viande rituelle.

### L'abattage rituel
L'abattage rituel est permis par dérogation dans la plupart des pays européens, dont la France. Il est par contre interdit dans six provinces autrichiennes, au Danemark, en Islande, au Liechtenstein, en Norvège, en Pologne, en Suède et en Suisse, et les viandes cachère et halal doivent y être importées. La loi concernant l'abattage rituel en France est établie par le code rural et de la pêche maritime, dans la section sur l'abattage des bêtes,, ainsi que dans plusieurs arrêtés :
- l'arrêté du 25 octobre 1982[19] relatif à l'élevage, à la garde et à la détention des animaux,
- l'arrêté du 15 décembre 1994[20] relatif à l'agrément d'un organisme religieux habilitant des sacrificateurs rituels,
- les arrêtés du 27 juin 1996[21] relatifs à l'agrément d'organismes religieux habilitant des sacrificateurs rituels,
- l'arrêté ministériel du 12 décembre 1997[22] relatif aux procédés d'immobilisation, d'étourdissement et de mise à mort des animaux et aux conditions de protection animale dans les abattoirs.

Le décret du 28 décembre 2011 apporte un durcissement de la loi : un abattoir devra être préalablement autorisé à pratiquer un abattage rituel par le préfet du département du lieu de l'abattoir. L'autorisation est accordée aux abattoirs qui justifient de la présence d'un matériel adapté et d'un personnel dûment formé et de procédures garantissant des cadences et un niveau d'hygiène adaptés à cette technique d'abattage. Un système d'enregistrements doit également permettre de vérifier que l'abattage rituel correspond à des commandes commerciales qui le nécessitent. Initialement prévu pour prendre effet au 1er juillet 2012, le décret est entré en application le 8 mars 2012.

### Étiquetage de la viande
Sous la pression, notamment des associations de protection des animaux, l'Europe renforce sa législation limitant l'abattage sans étourdissement. Certains pays l'interdisent purement et simplement. Ainsi, en 2014, six pays européens (Suisse, Liechtenstein, Islande, Norvège, Suède et Danemark) obligent l'étourdissement de l'animal avant son abattage,. D'autres exigent que les consommateurs soient informés du mode d'abattage par un étiquetage spécifique.
Le 6 septembre 2010, le ministre de l’Intérieur (chargé des cultes), Brice Hortefeux, déclarait à la synagogue de la Victoire à Paris : « Aujourd'hui, alors qu’un vote au Parlement européen pourrait imposer un étiquetage discriminant pour l'abattage rituel, nous restons particulièrement vigilants. Vous pouvez compter sur ma mobilisation et celle des députés français au Parlement européen pour que le projet n’aboutisse pas ».
Le 25 octobre 2011, paraît un règlement européen d'information des consommateurs sur les denrées alimentaires (R1169-2011) expurgé, sous la pression du gouvernement français, de toute obligation d'étiquetage des viandes en fonction du mode d'abattage.
En mars 2012, la Conférence européenne des rabbins exprime son inquiétude devant les polémiques nées pendant la campagne présidentielle française, et devant tout projet d'étiquetage, qu'elle juge « stigmatisant ». 

### Consommation: Dans les cantines scolaires
Depuis la loi de séparation des Églises et de l'État de 1905, la France et son droit sont très attachés à la laïcité. L'école doit donc être neutre. Cependant, le rapport Obin de 2004, met en lumière le développement du halal dans les cantines scolaires.
Commandé en 2003 par Xavier Darcos et Luc Ferry, celui-ci dresse un état des lieux des « signes et manifestations d'appartenance religieuse dans les établissements scolaires » ; réalisé par l'Inspection générale de l'Éducation nationale d'après une enquête dans une soixantaine d'établissements, il s'intéresse notamment à la question de la nourriture servie aux élèves dans les cantines scolaires.
Le rapport constate que depuis peu, de plus en plus d'élèves refusent de consommer toute viande n'ayant pas été abattue suivant le rituel religieux. La réponse à ce phénomène a été différente suivant les établissements, certains ne modifiant rien à leurs habitudes, quitte à jeter la viande non consommée, d'autres proposant des menus végétariens ou des plats de poissons. D'autres établissements encore ont instauré « une ségrégation entre musulmans et non-musulmans » à la cantine.
Dans sa conclusion, le rapport constate « une superposition de la question religieuse à la question sociale et à la question nationale » et souligne la nécessité de tout faire pour développer la mixité sociale dans les établissements scolaires.
Il faut noter qu'à Strasbourg, où le régime de droit local permet des aménagements, les cantines scolaires délivrent quatre repas différents : « standard », sans porc, halal et végétarien. En effet, la loi de séparation des Églises et de l’État ne s'y applique pas.
Ce mouvement d'intégration du halal dans la préparation des menus de cantines peut sembler contradictoire avec la loi de 2004 sur les signes religieux dans les écoles publiques qui prône une éducation en dehors des questions religieuses.